# 利伯蘭
45°46′N 18°52′E / 45.767°N 18.867°E
利伯，全稱利伯自由共和國，意譯為「自由土地」，是一個由捷克政治人物维特·耶德利奇卡於2015年4月13日創立的私人國家，聲稱擁有位於塞爾維亞和克羅地亞交界，位於多瑙河西岸一個名為「上西加（Gornja Siga）」的領土主權，並指其國在將來正式得到國際承認後會成為全球第三小的主權國家（僅次於梵蒂冈和摩納哥），將實行直接民主的總統制。
利伯蘭的官方網站指出，國家的成立原因或是持續的克羅地亞-塞爾維亞邊界爭議。两国的边界争议导致形成了这个双方都不进行领土主张的特殊区域。克塞两国如果声称对上西加的领土主张，则变相承认了对方更大的领土主张，因此利伯兰理论上是一块无主之地，并非从克塞两国的声称领土中独立出来。

## 歷史
據該國總統维特·耶德利奇卡指出，上西加至今仍未為塞爾維亞、克羅地亞或其他國家承認為其屬土，因此應視之為無主之地。他更表示將會在短期內向該兩國發出外交聲明文件，並在其後向世界各國發出，以取得國際承認成為一個主權國家。
维特·耶德利奇卡是捷克赫拉德茨-克拉洛韋州自由公民黨的主席。他和其餘7名志願者於2015年4月13日到達上西加，並於該地掛起利伯國旗宣示主權。
利伯立國後，隨即引起歐美國家的關注。4月15日，耶德利奇卡接受傳媒訪問時表示已經得到自由公民黨黨內成員的正面回應，並同時有來自公民民主黨和捷克海盜黨的成員也表示支持行動。4月16日在接受美國時代雜誌時表示，原本只計劃單純建立一個網絡國家，以政治表態吸引傳媒，但因不久後隨即得到網民的實質支持，才令他決定付諸實行。
2022年3月25日，扎哈·哈迪德建築事務所公佈了利伯蘭首都利伯波利（Liberpolis）的效果圖，這是一個由未來主義、彎曲的建築組成的小型虛擬城市。完成後，它將為用戶提供作為化身穿越樞紐的能力，並設有市政廳、協作工作空間、商店、企業孵化器和NFT藝術展覽畫廊。它希望培育的社區將專注於自治以及更少的規章制度。這座以元宇宙設計的城市，模仿了利伯蘭自由共和國的相同邊界。該項目的主要吸引力之一將是其虛擬和物理土地所有權系統，數字利益相關者也擁有部分地形。對此，塞爾維亞外交部回應，這是「無需進一步評論的輕率行為」。

## 地理

塞爾維亞和克羅地亞邊界的爭議地，黃色標示的是兩國都聲稱擁有主權的地方，而綠色部份則為不被兩國所主張的無主之地，其中最大片綠色之地西加（Siga）為利伯主張擁有主權的地方

根據利伯設立的官方網頁指出，在南斯拉夫戰爭結束後，克羅地亞和塞爾維亞皆一直就位於多瑙河邊境交界劃分有不同主張，皆為兩國主張擁有的有武科瓦爾島。然而當中有三處邊界地方至今仍不為任何一方所主張的「無主土地」，其中包括利伯所主張擁有的上西加是當中最大的無主地。從理論上而言，因該地與克羅地亞接壤，所以該地應歸克方所有，但因克方是以舊河道劃界，故沒有把位於舊河道東側的上西加納入其版圖中。
利伯約為7平方公里，大部分為森林所覆蓋。沒有居民。記者在2015年4月訪問了住在該地區附近的人後發現，該國有一間已經被放棄了約30年的房子。前往那房子的道路的路面狀況十分惡劣。

## 架構

### 行政
利伯計劃會籌組一個由十至二十人組成的行政會議廳，並會以電子投票方式由利伯公民選出議會人選。

### 入境政策
利伯不設立邊界。

### 人口政策
現時國內只有七名公民，其官方網站也有限度開放予世界各地人士申請「入籍」，信奉共產主義、新納粹主義的人士的申請將不被接受。直至2015年4月18日，已經有約20,000人遞出申請。現計劃在短期內會接受3,000至5,000人成為利伯公民，並冀望將來可讓利伯可容納的人口增至約35,000人（相等於列支敦斯登的總人口）。
2015年4月19日，其官方網站表示有150,000人遞出申請加入。2017年7月12日，該國有超過425,000人註冊，其中107,475人有資格獲得公民身份。

#### 電子居民
利伯的電子居民自2015年以來已收到來自世界各地的超過500,000份申請。大多數是投資者、企業家和高淨值人士，他們將這個微型國家視為發展業務的機會，使其擺脫控制國的失敗。根據利伯蘭官網，擁有該身份將可在利伯蘭建立、經營與管理公司。

### 規劃
利伯在初步規劃中會以瑞士為藍本。
利伯兰的发展目标之一是数字国家，着力打造成自由比特币、区块链治理的地方。“21 世纪微型国家利伯兰设计全球竞赛”要求针对利伯兰进行国家空间的规划与设计，朱文一工作室提交了名为“赛博之地”的设计方案。

### 經濟
利伯將會自行發行法定貨幣，但同時會接受其他國家貨幣的流通。
該國憲法禁止國債存在。该国接受比特幣捐贈。
加拿大保守派评论员布莱恩·洛维格（Brian Lovig）成為了共和國的第一個投資者，他為“利伯的早期發展階段”捐贈了1萬美元。

### 法律
利伯自由共和國的憲法目前正在草議中。

## 各方反應
捷克
在接受記者採訪時，维特·耶德利奇卡說，他已經收到了積極的反應，主要來自他自己所屬的政黨，但也有一些公民民主黨和海盜黨的成員。
一隊來自塞爾維亞的公共廣播服務伏伊伏丁那電台的記者試圖訪問該地區作新聞報導。他們被克羅地亞邊境警察禁止進入而沒有得到任何明確的解釋，還被告訴該國的國旗已被他們撤下。一名當地居民接受了訪問，並認為它可能成為一個旅遊景點。
來自路德維希·馮·米塞斯研究所捷克與斯洛伐克分部的Dominik Stroukal寫道：「维特·耶德利奇卡的惡作劇很成功，利伯在全世界的報告力有類似『稅收競爭』，『自由主義』等等的話。」
據荷蘭網絡媒體表示，克羅地亞警方已經於4月18日把通往上西加的道路設立路障以禁止任何人進入，並把早前在區內掛起的利伯國旗移除，其後克羅地亞官方表示利伯的建國純屬笑話，不予處理。
 塞爾維亞
塞爾維亞共和國外交部表示，利伯的建國並沒有影響塞爾維亞的國土完整。

### 引用
1. ↑  . liberland.cz.   [2015-04-15]. （原始内容存档于2015-04-15）.
2. ↑  .   [2015-04-18]. （原始内容存档于2015-04-22）.
3. ↑  . liberland.org.   [2015-04-15]. （原始内容存档于2015-04-15）.
4. ↑  .   [2015-04-18]. （原始内容存档于2015-04-18）.
5. ↑  . Digital Broadcasting Corporation Hong Kong. 2015-04-19  [2015-04-21]. （原始内容存档于2015-07-13） （中文（繁體））.
6. 1 2  .   [2015-04-18]. （原始内容存档于2015-04-18）.
7. ↑  .   [2015-04-18]. （原始内容存档于2015-04-15）.
8. ↑  . liberland.cz.   [2015-04-15]. （原始内容存档于2015-04-15）.
9. ↑  Martínek, Jan. . Novinky.cz. Právo. 2015-04-15  [2015-04-15]. （原始内容存档于2015-04-17） （捷克语）.
10. ↑  . sme.sk. TASR. 2015-04-15  [2015-04-15]. （原始内容存档于2016-08-29） （斯洛伐克语）.
11. ↑  . BBC News.   [2015-04-17]. （原始内容存档于2019-01-25）.
12. 1 2 3 4  .   [2015-04-18]. （原始内容存档于2015-04-17）.
13. ↑  .   [2015-04-18]. （原始内容存档于2016-08-29）.
14. 1 2 3  Koulová, Zuzana. . Parlamentní Listy. 2015-04-15  [2015-04-15]. （原始内容存档于2018-06-17） （捷克语）.
15. ↑  .   [2015-04-18]. （原始内容存档于2018-06-17）.
16. ↑  .   [2015-04-18]. （原始内容存档于2015-04-18）.
17. ↑  . 《紐約郵報》. 2022-03-23  [2022-03-23]. （原始内容存档于2022-04-29） （英语）.
18. ↑  . CNN. 2022-03-25  [2022-03-25]. （原始内容存档于2022-05-25） （英语）.
19. ↑  .   [2015-04-19]. （原始内容存档于2015-04-19）.
20. ↑  .   [2015-04-18]. （原始内容存档于2015-04-18）.
21. ↑  Panenka, Radim. . Parlamentní Listy. 2015-04-20  [2015-04-20]. （原始内容存档于2015-04-21） （捷克语）.
22. ↑  . 《每日野獸》. 2017-07-12  [2017-07-12]. （原始内容存档于2022-03-26） （英语）.
23. ↑  . Mundo Expert's.   [2022-03-27]. （原始内容存档于2022-04-17） （英语）.
24. ↑  .   [2022-03-27]. （原始内容存档于2022-04-17）.
25. ↑  .   [2022-06-06]. （原始内容存档于2021-06-21）.
26. ↑  朱文一. 赛博之地——21世纪微型国家利伯兰设计全球竞赛方案，利伯兰 [J]. 城市设计, 2021, (04): 106-112. DOI:10.16513/j.urbandesign.2021.04.025.
27. ↑  .   [2015-04-19]. （原始内容存档于2015-04-19）.
28. ↑  Učňová, Martina. . EuroZprávy. 2015-04-22  [2015-04-22]. （原始内容存档于2015-07-18） （捷克语）.
29. ↑  Babad, Michael. . The Globe And Mail. 2015-04-21  [2015-04-23]. （原始内容存档于2015-08-19） （英语）.
30. ↑  Spasojević, Vesna. . Radio Televizija Vojvodine. 2015-04-17  [2015-04-18]. （原始内容存档于2015-04-18） （塞尔维亚语）.
31. ↑  Stroukal, Dominik. . Ludwig von Mises Institut - Česko & Slovensko. 2015-04-18  [2015-04-18]. （原始内容存档于2015-04-18） （捷克语）.
32. ↑  .   [2015-04-19]. （原始内容存档于2015-04-19）.

## 外部連結
- 官方网站（英文）
- Liberland的Facebook專頁
- YouTube上的Liberland - Official頻道
- Liberland的X（前Twitter）
- liberland_official的Instagram帳戶